# Jardim Botânico (bairro do Rio de Janeiro)
Jardim Botânico é um bairro da Zona Sul do município do Rio de Janeiro, no Brasil.

## História
Localizado na Zona Sul do município, o bairro contava com 20 014 habitantes em 2000 e teve uma queda para 18 009 em 2010. O rendimento nominal mensal do bairro é entre 5 (cinco) e 10 (dez) salários mínimos. Faz divisa com os bairros da Lagoa, Gávea, Humaitá e Alto da Boa Vista. O bairro é ligado à Zona Norte, pelo túnel Rebouças, perto da divisa com o bairro da Lagoa.

Rua Jardim Botânico (foto de Marc Ferrez, entre 1875 a 1890).

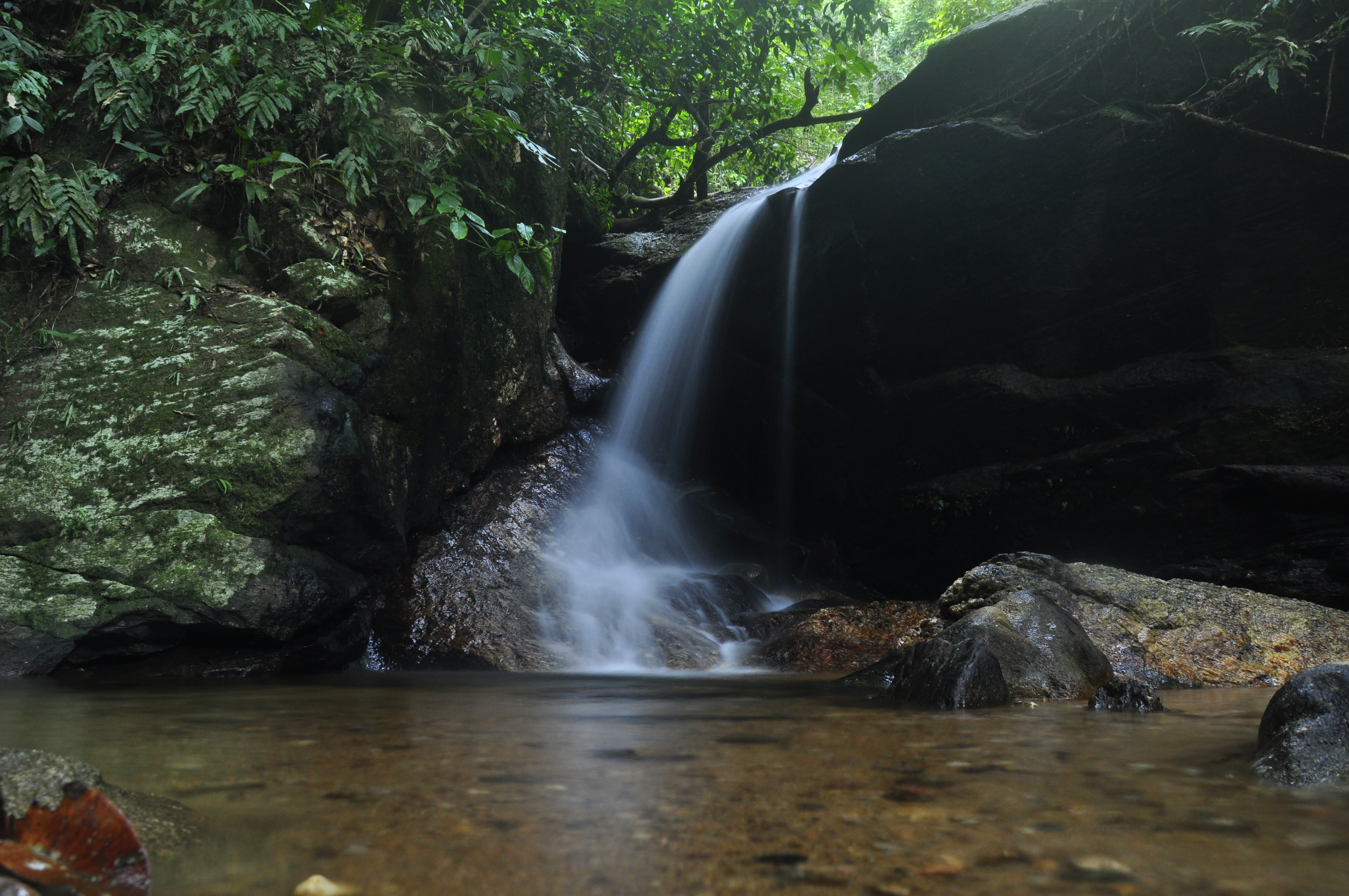
Cachoeira no Horto.

A população do bairro é tipicamente de classe média alta e alta. Sua via principal é a Rua Jardim Botânico, que se estende por todo o bairro, sendo um importante eixo viário da Zona Sul carioca, ligando o bairro aos vizinhos Humaitá e Gávea, e dando acesso da Zona Oeste da cidade. No bairro também se localiza o Horto, nos arredores da Rua Pacheco Leão, localidade habitada principalmente por operários morando em vilas, na sua maioria ex-funcionários do Jardim Botânico, atualmente há muitos barzinhos e restaurantes na região.
O bairro possui uma arquitetura bastante variada. Algumas de suas construções mais antigas ainda estão de pé, porém a maioria dos prédios é bastante moderna, já que o bairro é novo em relação à história da cidade. Nas margens das montanhas encontram-se algumas belas casas de famílias de alto poder aquisitivo.[carece de fontes?]
O bairro do Jardim Botânico leva esse nome por ser a localização do Jardim Botânico do Rio de Janeiro, instituição científica criada em 1808 com a chegada de D. João VI ao Brasil.
Há uma expressiva quantidade de vegetação, por consequência do bairro abrigar o Parque Lage, o histórico Jardim Botânico do Rio de Janeiro, que batizou o bairro, e parte da Floresta da Tijuca. Todos estes fatores dão ao bairro um grau de vegetação raro em uma cidade grande.
Além do Jardim Botânico, o bairro conta com o Parque Lage, terreno de 52,2 ha que mantém a sede da antiga residência da família Lage, desapropriado por decreto em 1976.
A quantidade de vegetação e a proximidade com a Lagoa Rodrigo de Freitas dão ao bairro uma temperatura mais amena que a média da cidade do Rio de Janeiro.[carece de fontes?]
O bairro esteve durante muitos anos no imaginário dos brasileiros por ser o local onde ficava o lendário Teatro Fênix, onde eram gravados os programas de auditório: Xuxa, Fausto Silva, Chacrinha e Os Trapalhões. O endereço do Teatro Fênix (Rua Saturnino de Brito, 74) se tornou muito popular quando a apresentadora Xuxa Meneghel pedia para os telespectadores enviarem cartas para o Xou da Xuxa.
Em 2010, o bairro ganhou uma estátua de bronze do Chacrinha, na Rua General Garzon. O local escolhido para a homenagem fica no caminho que o apresentador fazia para ir ao antigo estúdio da Rede Globo no Teatro Fênix.

## Comércio e indústria
No bairro está localizada a sede da Rede Globo de Televisão, que ocupa dois escritórios na Rua Jardim Botânico, um grande prédio na Rua Lopes Quintas que abriga a área administrativa da rede e um complexo de estúdios na Rua Von Martius, além de várias casas e prédios pequenos nas imediações do bairro. Devido a proximidade da Rede Globo, outras empresas do ramo audiovisual possuem instalações no bairro. As instalações hoje ocupadas pelo jornalismo da emissora já foram sedes de produção de novelas (atualmente as novelas são produzidas nos Estúdios Globo, localizada no bairro de Jacarepaguá, na Zona Oeste).[carece de fontes?]
Nos últimos anos também se instalaram no prédio bairro bares de sucesso na cidade, o que está se configurando como um pequeno pólo noturno entre as ruas J.J. Seabra e Pacheco Leão.
No passado, o bairro possuía algumas fábricas, porém atualmente é um bairro fortemente residencial, o que caracteriza o comércio local.

## Esporte
No bairro se encontram alguns importantes clubes esportivos e sociais:
- A sede esportiva do Jóquei Clube Brasileiro, o Hipódromo da Gávea.
- A sede náutica do Clube de Regatas Vasco da Gama
- A Sociedade Hípica Brasileira

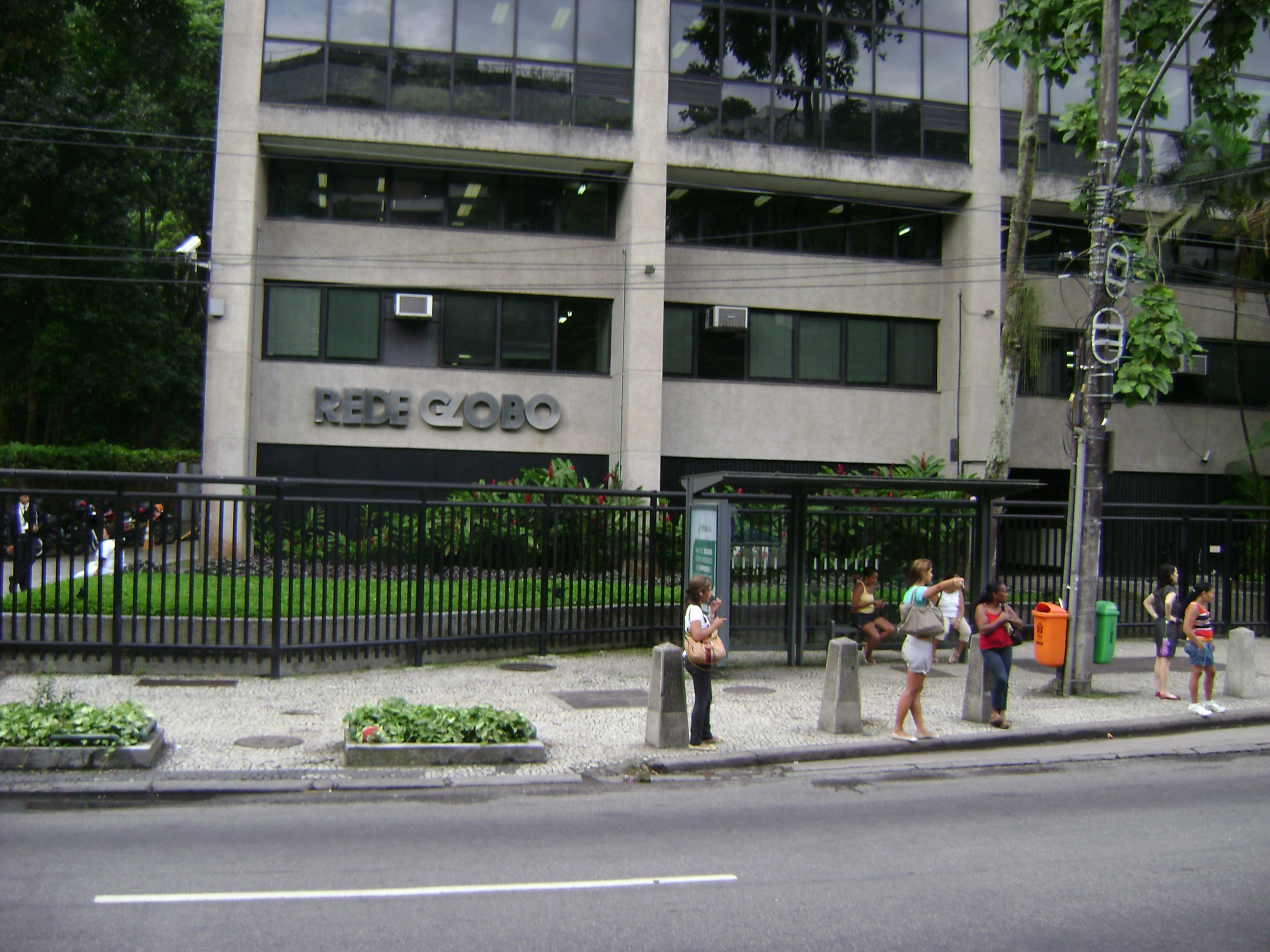
Escritório da Rede Globo na Rua Jardim Botânico.

- A sede esportiva do Clube Militar do Rio de Janeiro.
- A sede esportiva do Clube Naval do Rio de Janeiro
- A sede do Carioca Esporte Clube

## Clima
Segundo dados do Instituto Nacional de Meteorologia (INMET), referentes ao período de 1961 a 1972 (até 14 de abril) e de 1998 (a partir de 1° de novembro) a 2003 (até 31 de maio), a menor temperatura registrada no Jardim Botânico foi de 9,2 °C em 18 de julho de 2000, e a maior atingiu 39 °C em 17 de dezembro de 1968. O maior acumulado de precipitação em 24 horas foi de 171,4 mm em 19 de fevereiro de 1962. Outros grandes acumulados foram 166,7 mm em 19 de fevereiro de 1967, 159,3 mm em 12 de janeiro de 1966, 152,8 mm em 4 de março de 1965 e 150,8 mm em 1°de julho de 1966. O menor índice de umidade relativa do ar (1961-1972) foi de 26%, em 4 de setembro de 1969.
| Dados climatológicos para Jardim Botânico | Dados climatológicos para Jardim Botânico | Dados climatológicos para Jardim Botânico | Dados climatológicos para Jardim Botânico | Dados climatológicos para Jardim Botânico | Dados climatológicos para Jardim Botânico | Dados climatológicos para Jardim Botânico | Dados climatológicos para Jardim Botânico | Dados climatológicos para Jardim Botânico | Dados climatológicos para Jardim Botânico | Dados climatológicos para Jardim Botânico | Dados climatológicos para Jardim Botânico | Dados climatológicos para Jardim Botânico | Dados climatológicos para Jardim Botânico |
| Mês | Jan                                       | Fev                                       | Mar                                       | Abr                                       | Mai                                       | Jun                                       | Jul                                       | Ago                                       | Set                                       | Out                                       | Nov                                       | Dez                                       | Ano                                       |
| --- | ----------------------------------------- | ----------------------------------------- | ----------------------------------------- | ----------------------------------------- | ----------------------------------------- | ----------------------------------------- | ----------------------------------------- | ----------------------------------------- | ----------------------------------------- | ----------------------------------------- | ----------------------------------------- | ----------------------------------------- | ----------------------------------------- |
| Temperatura máxima recorde (°C) | 38,2                                      | 38,2                                      | 38                                        | 36                                        | 35                                        | 33,8                                      | 36,2                                      | 35,5                                      | 36,3                                      | 38                                        | 37,2                                      | 39                                        | 39                                        |
| Temperatura máxima média (°C) | 30                                        | 30,3                                      | 29,7                                      | 27,3                                      | 26,1                                      | 25,2                                      | 24,5                                      | 25,4                                      | 25,7                                      | 25,8                                      | 26,9                                      | 29                                        | 27,9                                      |
| Temperatura mínima média (°C) | 21,8                                      | 22,2                                      | 21,6                                      | 19,7                                      | 17,7                                      | 16,8                                      | 16                                        | 16,5                                      | 17,8                                      | 18,9                                      | 19,7                                      | 20,9                                      | 19,1                                      |
| Temperatura mínima recorde (°C) | 17,4                                      | 17,1                                      | 16,6                                      | 13,5                                      | 12,7                                      | 11,2                                      | 9,2                                       | 11,3                                      | 11,3                                      | 13,2                                      | 14,3                                      | 12,5                                      | 9,2                                       |
| Precipitação (mm) | 179,8                                     | 219,3                                     | 193,7                                     | 158,2                                     | 128,8                                     | 82,1                                      | 110,8                                     | 85,2                                      | 94,1                                      | 147,5                                     | 158,1                                     | 178,9                                     | 1 736,5                                   |
| Dias com precipitação (≥ 1 mm) | 11                                        | 10                                        | 9                                         | 11                                        | 7                                         | 8                                         | 7                                         | 6                                         | 8                                         | 11                                        | 12                                        | 12                                        | 112                                       |
| Fonte: Instituto Nacional de Meteorologia (normal climatológica de 1961-1990; recordes de temperatura de 01/01/1961 a 14/04/1972 e de 01/11/1998 a 31/05/2013). |                                           |                                           |                                           |                                           |                                           |                                           |                                           |                                           |                                           |                                           |                                           |                                           |                                           |